# Giả thân hành
Giả thân hành là thân biến đổi được bao phủ bởi các lá khô giống như lá bắc gọi là lá vảy, khác với thân hành thật sự ở chỗ có các đốt và gióng dễ thấy.

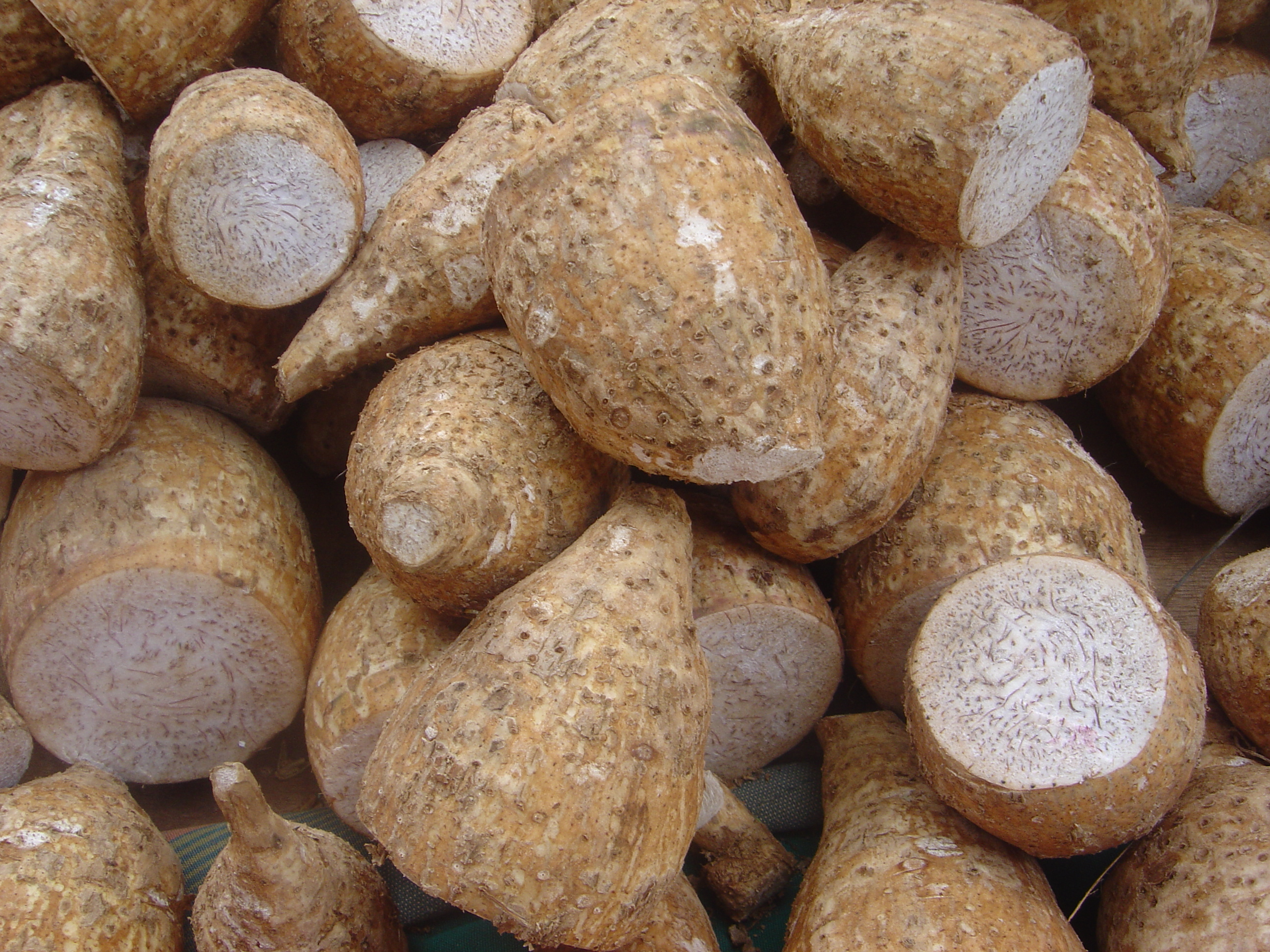
Khoai môn, một dạng giả thân hành.

## So sánh thân hành với giả thân hành
Giả thân hành đôi khi bị nhầm lẫn với thân hành do ngoại hình tương tự nhau. Tuy nhiên, giả thân hành có cấu trúc mô vững chắc, trong khi thân hành cấu tạo từ các lớp thịt do lá biến đổi thành. Do vậy, khi cắt đôi giả thân hành thì được hai nửa rắn chắc trong khi nếu cắt đôi thân hành thì sẽ tách thành các lớp xếp lên nhau. Giả thân hành có bản chất là thân cây, trên đỉnh của nó có một vài mầm có thể phát triển thành chồi và tạo ra lá và hoa bình thường.

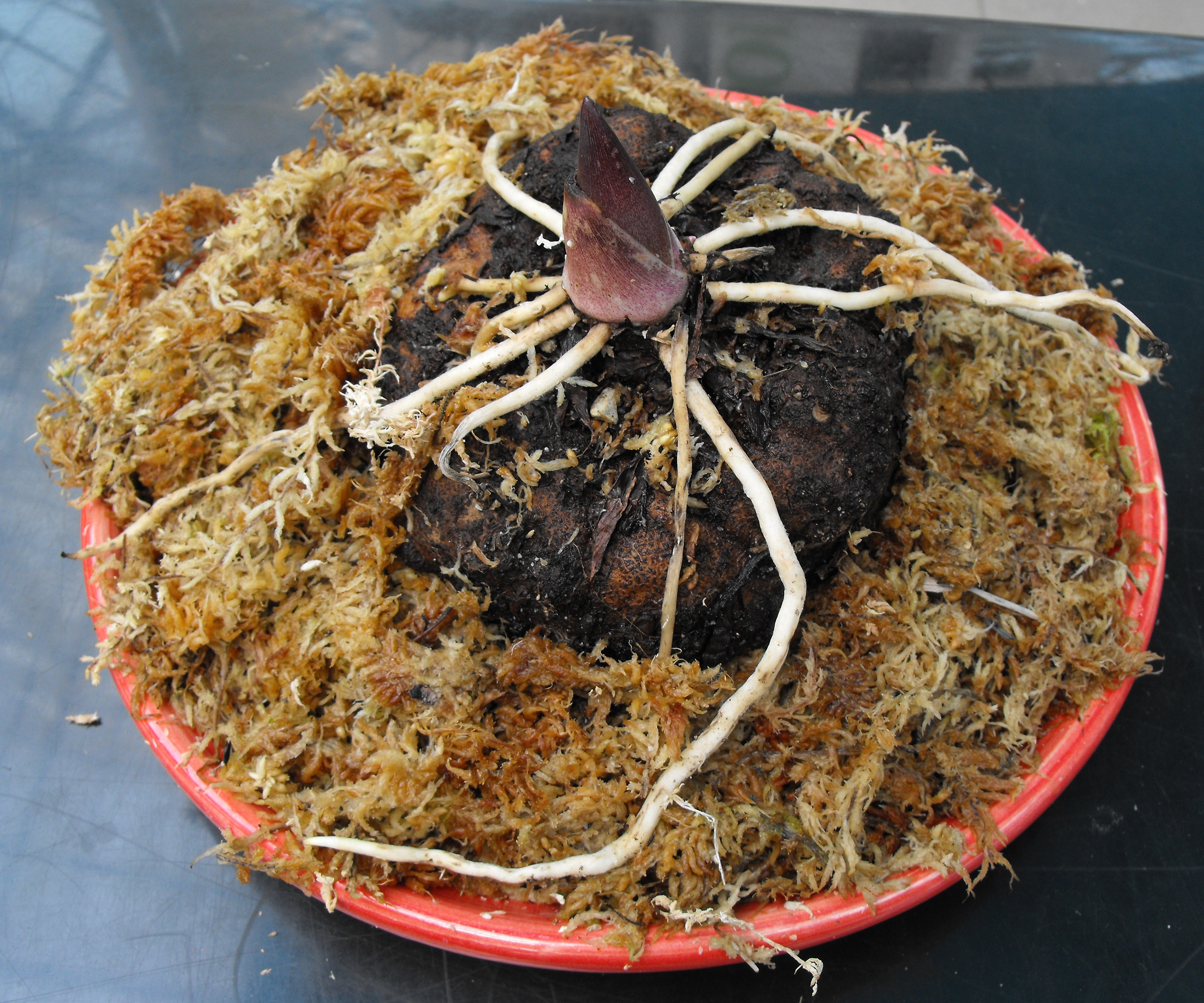
Củ Titan arum, một dạng giả thân hành.

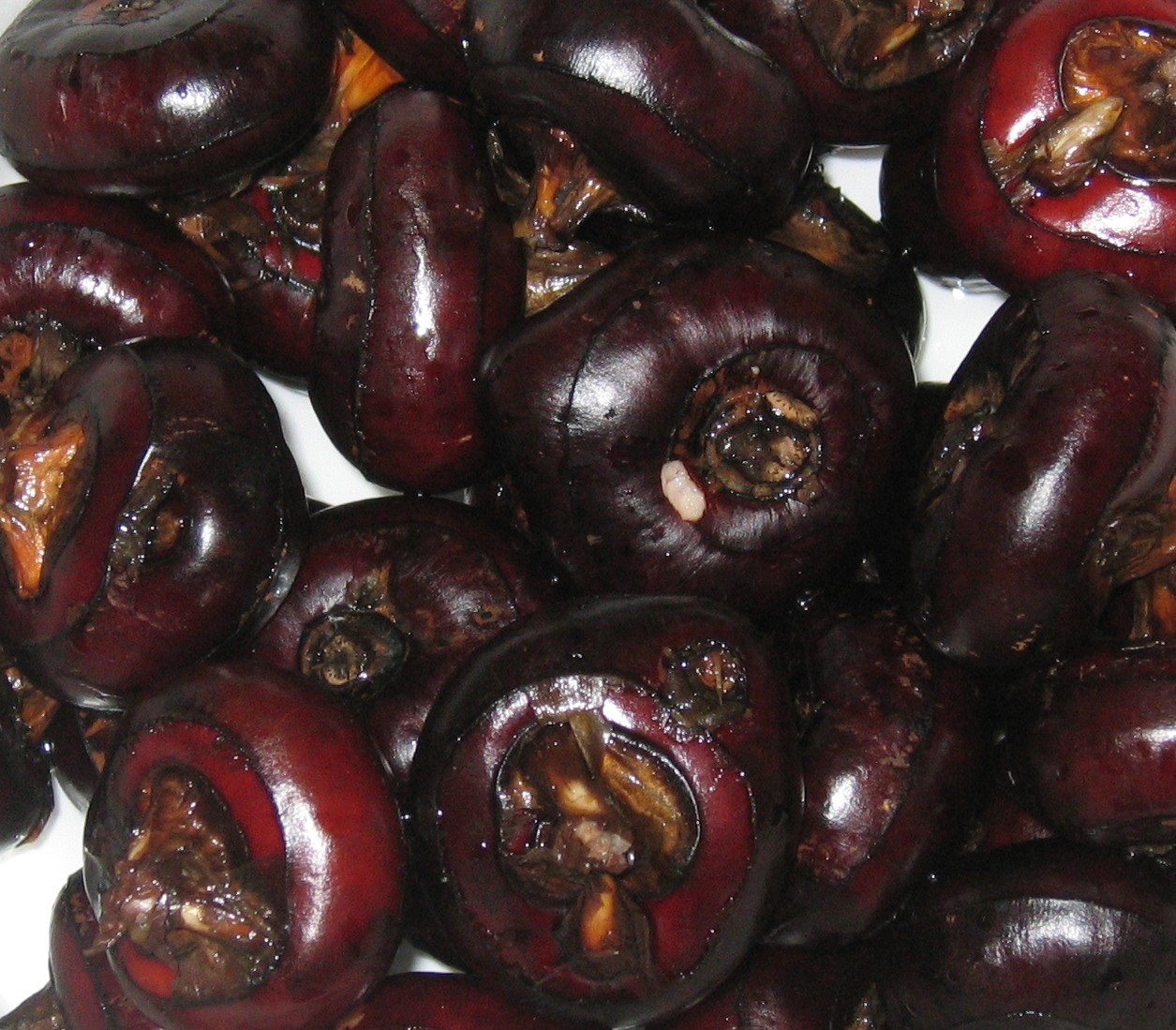
Củ mã thầy, một dạng giả thân hành.

## Thực vật giả thân hành
Các giống cây giả thân hành bao gồm:
- Chi Arisaema
- Chi Bessera
- Chuối (Musa spp.) [2]
- Brodiaea
- Colchicum
- Crocosmia
- Crocus spp.
- Dichelostemma
- Dierama
- Củ năn ngọt (Eleocharis dulcis)
- Ensete spp.
- Freesia
- Chi lay ơn (Gladiolus)
- Iris spp.
- Konjac
- Liatris
- Milla
- Montbretia
- Pulaka
- Romulea
- Sagittaria spp.
- Tecophilaea
- Khoai nước (Alocasia macrorrhiza)
- Xanthosoma spp.